# Eugoides ulrichi
Eugoides ulrichi är en skalbaggsart som beskrevs av Schmidt 1922. Eugoides ulrichi ingår i släktet Eugoides och familjen långhorningar. Inga underarter finns listade i Catalogue of Life.